# Bakary Harona Camara
Bakary Harona Camara (1953) es un político de Mauritania, diplomado en la Escuela Nacional de Administración de la Universidad de Nuakchot.
Ha sido profesor en distintos centros de formación primaria y secundaria de Kaédi, Nuakchot y Sélibaby. Alcalde de Hassi Chegar hasta 2006 en que fue nombrado Director de Asuntos Administrativos y Financieros del Ministerio de Pesca, así como responsable de cuestiones jurídicas de la Dirección General de Impuestos En 2008 fue nombrado Ministro de Salud en el gobierno del primer ministro, Yahya Ould Ahmed Waghf.
Cuando se produjo el golpe de Estado de agosto de 2008 que depuso al Presidente Sidi Ould Cheij Abdallahi, dimitió como ministro en funciones, junto a otros ocho miembros de gabinete, como protesta por el golpe de Estado.